# Batabanó
Batabanó è un comune di Cuba, situato nella provincia di Mayabeque.